# Iguanura elegans
Iguanura elegans är en enhjärtbladig växtart som beskrevs av Odoardo Beccari. Iguanura elegans ingår i släktet Iguanura och familjen Arecaceae. Inga underarter finns listade i Catalogue of Life.